# Artur Phleps

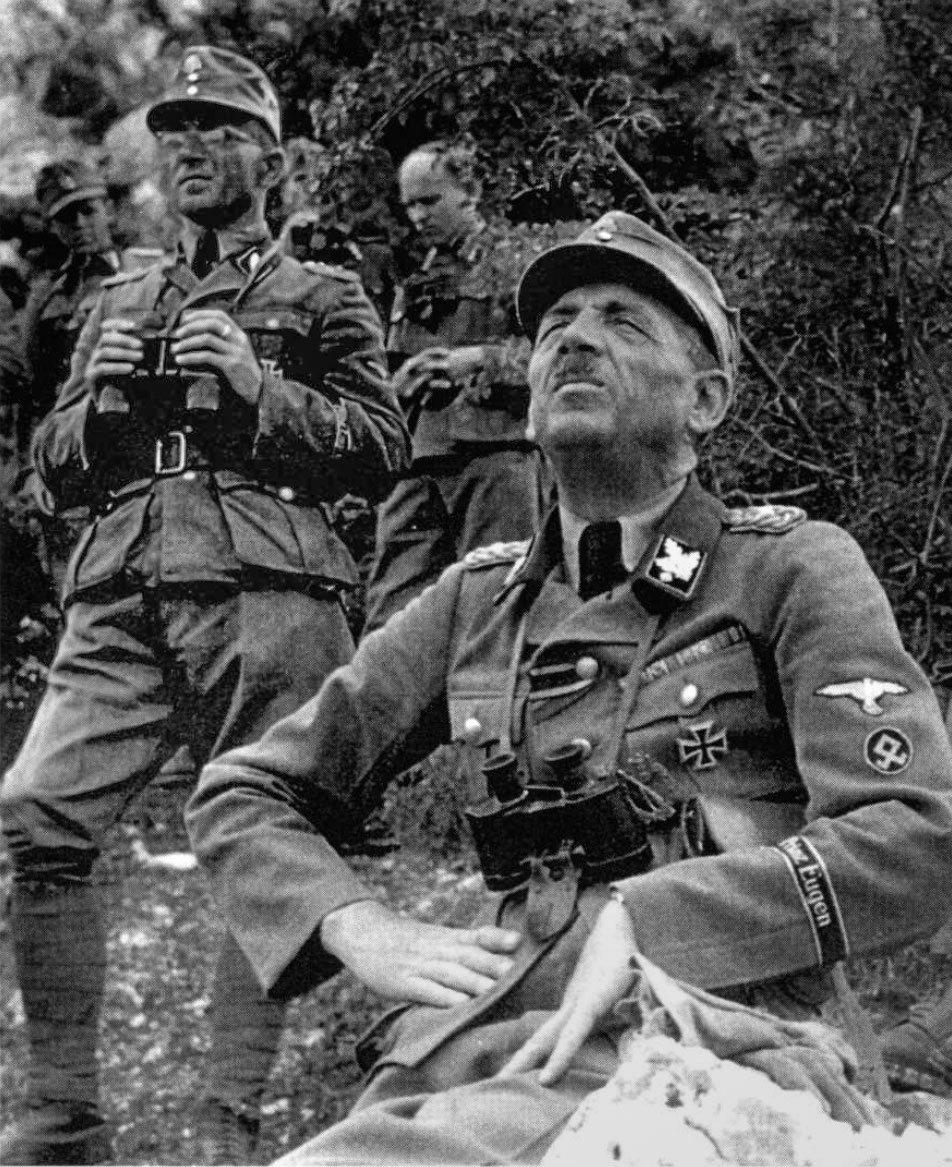
Phleps (P) w czasie walk z jugosłowiańskimi partyzantami. Dobrze widoczne oznacznia Dywizji „Prinz Eugen” na mundurze

Artur Gustav Martin Phleps (ur. 29 listopada 1881 w Birthälm, zm. 21 września 1944 w Aradzie) – austriacko-rumuński wojskowy narodowości siedmiogrodzko-niemieckiej, generał lejtnant Armii Królestwa Rumunii, SS-Obergruppenführer, generał Waffen-SS, dowódca 7 Ochotniczej Dywizji Górskiej SS i V Korpusu Górskiego SS. Uczestnik I i II wojny światowej oraz wojny węgiersko-rumuńskiej w 1919 przeciwko Węgierskiej Republice Ludowej (1918–1919).

## Życiorys
Phleps był Niemcem z rodziny Sasów siedmiogrodzkich urodzony w węgierskim Siedmiogrodzie (obecnie jest to terytorium Rumunii). 
Służbę w Armii Monarchii Austro-Węgierskiej rozpoczął w 3 Tyrolskim Pułku Strzelców Cesarskich w Wiedniu. Na stopień kadeta–zastępcy oficera został mianowany ze starszeństwem z 1 września 1900, podporucznika ze starszeństwem z 1 listopada 1901, a porucznika ze starszeństwem z 31 października 1907. W 1911 został przydzielony do 11 Brygady Piechoty w Grazu na stanowisko oficera sztabu, pozostając oficerem nadetatowym Węgierskiego Batalionu Strzelców Polnych Nr 11 w Gradisca d’Isonzo. W czasie I wojny światowej był oficerem c. i k. Sztabu Generalnego. Na stopień majora został mianowany ze starszeństwem z 1 sierpnia 1916.
W okresie międzywojennym służył w armii Królestwa Rumunii, dochodząc do stopnia generała lejtnanta i dowódcy oddziałów górskich.
W 1941 zdecydował się wstąpić do armii niemieckiej. Dołączył do 5 Dywizji Grenadierów Pancernych SS „Wiking”. Szybko piął się po szczeblach kariery wojskowej, po pewnym czasie objął dowodzenie nad pułkiem Westland. W 1942 Heinrich Himmler zlecił mu tworzenie nowej jednostki Waffen-SS z volksdeutschów mieszkających w krajach bałkańskich. Nowa jednostka Phlepsa, której nadano nazwę 7 Ochotniczej Dywizji Górskiej SS „Prinz Eugen”, została użyta na Bałkanach w działaniach przeciwpartyzanckich. Początkowo była to formacja czysto ochotnicza, ale z powodu strat zarządzono do niej pobór. Podczas walk z oddziałami Tity dywizja dopuściła się wielu zbrodni na cywilach.
W uznaniu zasług dowódczych 20 kwietnia 1942 został awansowany do stopnia SS-Obergruppenführera i generała Waffen-SS, po czym objął dowodzenie nad V Korpusem Górskim SS. W jego składzie znalazła się m.in. niezdyscyplinowana 13 Dywizja Górska SS Handschar. Korpus zwalczał partyzantkę na terenie Bośni. We wrześniu 1944 powrócił do Rumunii, by nadzorować przygotowania do odparcia radzieckiej ofensywy na Jassy. Podczas pobytu na linii frontu w okolicy Aradu Phleps dostał się do sowieckiej niewoli. W czasie niemieckiego nalotu strzegący ich żołnierze Armii Czerwonej zastrzelili Phlepsa i jego oficerów przy próbie ucieczki. 
Został odznaczony Krzyżem Rycerskim w 1943 i Liśćmi Dębowymi do niego (pośmiertnie) w 1944. Jego imię nadano 13 Ochotniczemu Pułkowi Górskiemu SS.